# Olearia ilicifolia
Olearia ilicifolia (Engels: Mountain holly, Maori: hakeke of hakekeke) is een plantensoort uit de composietenfamilie (Asteraceae). Het is een kleine boom of veeltakkige struik. De stam en onderste takken zijn bedekt met een oranjegrijze schors. De langwerpige taaie bladeren zijn leerachtig en hebben een donkergroene tot grijsgroene kleur en grillige stekelige randen. Aan de struik groeien talrijke bloemen in dichte trossen aan de uiteinden van de takken, met witte straalbloemen en gele schijfbloemen. De vruchten zijn kleine bruinkleurige zaden. 
De soort komt voor in Nieuw-Zeeland. Hij groeit daar op het Noordereiland, het Zuidereiland en het ten zuiden van het Zuidereiland gelegen Stewarteiland. Op het Zuidereiland komt deze soort voor in laaglandgebieden tot in sub-alpiene gebieden, terwijl hij op het Noordereiland alleen voorkomt in bergachtige en sub-alpiene gebieden. De struik groeit te midden van struikgewas, in riviervlakten en dalhoofden, en is verder een prominente soort in nevelwouden op bergkammen.